# 髯花杜鹃
髯花杜鹃（学名：Rhododendron anthopogon），為杜鹃花科杜鹃花属下的一个植物种。